# التحالف الأخضر (إسبانيا)
التحالف الأخضر هو عالم بيئي إسباني وحزب سياسي اشتراكي بيئي، يقع أيديولوجيًا على اليسار. تم إنشاؤه في 10 يونيو 2021 داخل الائتلاف الانتخابي أونيداس بوديموس. لديها ممثل في مجلس النواب هو خوان لوبيز دي أورالدي مؤسس وزعيم إيكو السابق.
منذ إنشائها تم تقديمها لجميع الانتخابات داخل أونيداس بوديموس أو ما يعادلها وفقًا للمنطقة أو الانتخابات.

## التاريخ
نشأ الحزب من الأشخاص الذين أقاموا في أونيداس بوديموس بعد مغادرة إيكو لهذه المساحة للانضمام إلى حزب فقط البلد في عام 2019، إلى جانب آخرين من المنظمات الاجتماعية البيئية. على الرغم من أن النية الأولية كانت إطلاق هذا الحزب الجديد بعد فترة وجيزة أي في عام 2020، أجبره جائحة كوفيد 19 على التأخير. تم تقديمه في 10 يونيو 2021 في مدريد من قبل المنسق الفيدرالي خوان لوبيز دي أورالدي نائب ورئيس لجنة الانتقال البيئي في مجلس النواب، من قبل المنسقة الأندلسية كارمن مولينا النائب السابق لبرلمان الأندلس، وبواسطة منسق بلد فالنسيا، والسكرتير السابق للبيئة في حكومة بلنسية جوليا لفارو. إلى جانبهم تتكون اللجنة التنفيذية للتحالف الأخضر على قدم المساواة من قبل كارمن تيجيرو الناشطة التاريخية من اتحاد الخضر وفرناندو رودريغو الرئيس السابق لـ إيستاس في نقابة اللجان العمالية، وبقلم بياتريز ديل هويو مديرة الاتصالات.
ستكون الانتخابات الأولى التي سيشاركون فيها هي الانتخابات الإقليمية للأندلس، المقرر إجراؤها في نهاية عام 2022 ، كجزء من أونيداس بوديموس.